# Avenue de la Porte-de-Choisy
L'avenue de la Porte-de-Choisy est une voie publique du sud du 13e arrondissement de Paris, en France.

## Situation et accès
Elle débute au carrefour du boulevard Hippolyte-Marquès, ancien boulevard de la Zone, de la rue Charles-Leroy et de l'avenue de Verdun à Ivry-sur-Seine. Elle se termine au 111, boulevard Masséna. Elle est prolongée vers le nord par l'avenue de Choisy.

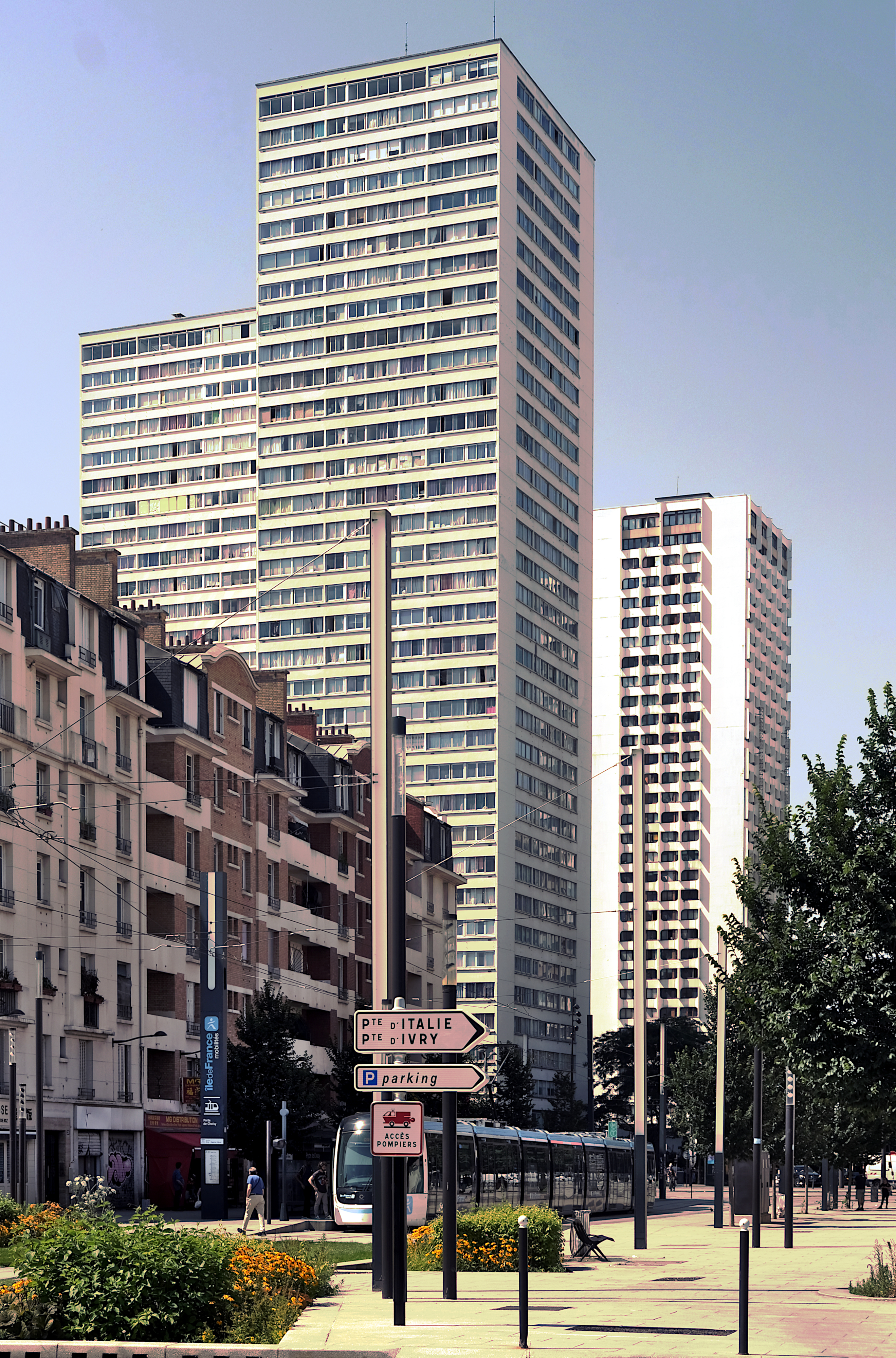
Vers Paris.
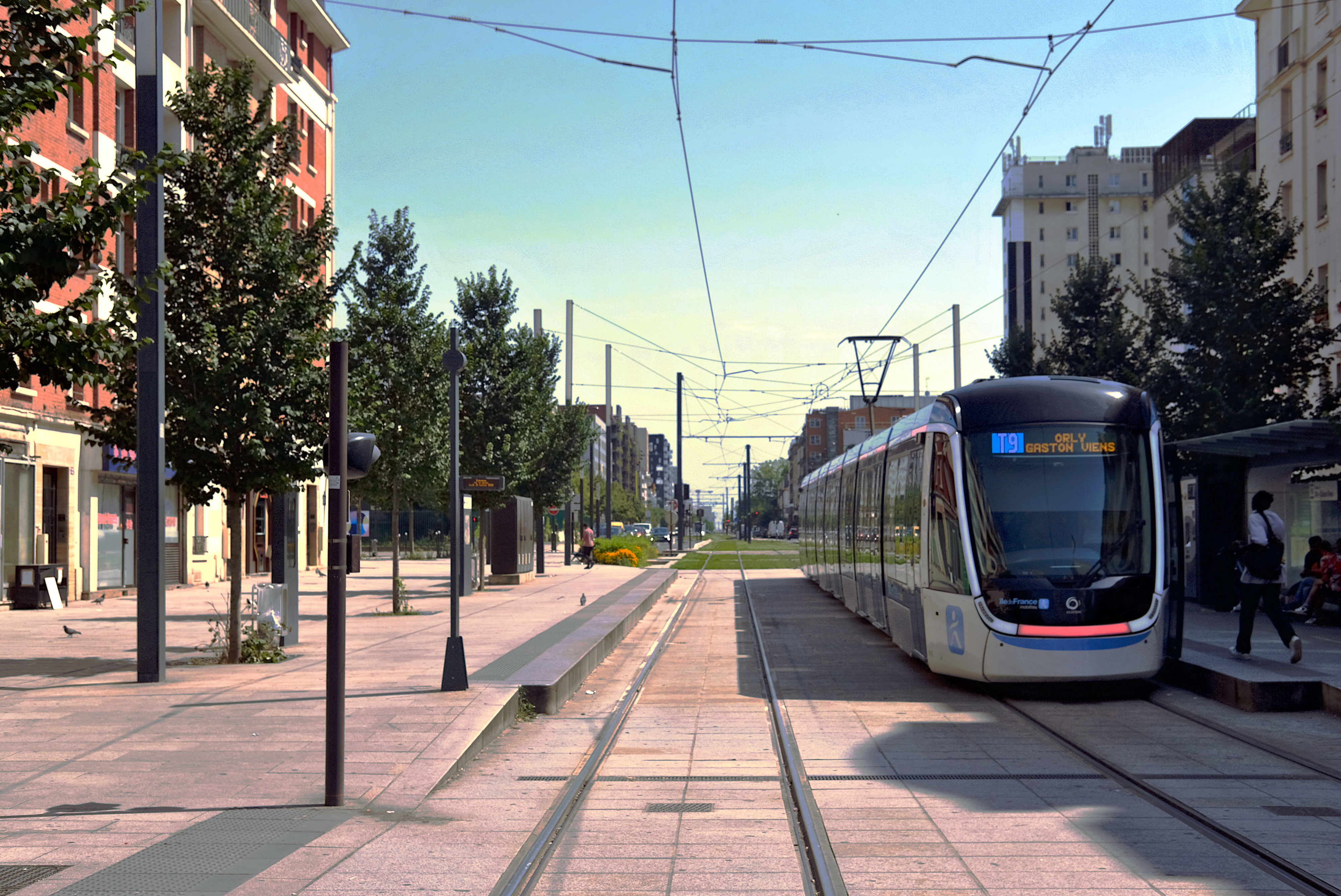
Vers Ivry-sur-Seine.

## Origine du nom
Elle porte ce nom car elle est située en partie sur l'emplacement de l'ancienne porte de Choisy de l'enceinte de Thiers à laquelle elle mène.

## Historique
La voie a été créée en 1930. La partie située entre le boulevard Masséna et la limite des fortifications a été aménagée entre les bastions nos 88 et 89 de l'enceinte de Thiers. Le prolongement faisait partie de la route de Choisy à Ivry-sur-Seine et a été annexé par la ville de Paris en 1929. Le carrefour que forme l'avenue de la Porte-de-Choisy avec les rues Lachelier et Alfred-Fouillée a pris le nom de place de Port-au-Prince en 1968.